# Finnträsk kyrka
Finnträsk kyrka är en kyrkobyggnad i Byske socken i Västerbotten. Den tillhör Byske-Fällfors församling i Luleå stift och är numera formellt en av dess tre församlingskyrkor.

## Byggnaden och kyrkogården
Träkyrkan byggdes mellan åren 1914 och 1915 av Finnträsk byamän med byborna Robert och Per Gunnar Lundqvist som arkitekter. James Eriksson från byn var kyrkans unge byggmästare. Den 19 december 1915 invigdes den nyklassicistiska långhuskyrkan, försedd med sadeltak, torn och sakristia – som i många år kallades kapellet. Nygotik med skarpa spetsbågar kännetecknar byggnaden.
Kyrkogården blev tillsammans med kyrkoplatsen intill invigd redan sommaren 1837 av kyrkoherden Nils Nordlander, som ivrade mycket för att Finnträsk kyrka skulle uppföras enligt kungaorden från Stockholm. Kyrkogården är nuvarande Byske sockens äldsta. Mellan åren 1865 och 1914 skedde inga begravningar i Finnträsk. Efter det att Fällfors också lyckades med samma tilltag med annexkyrkan i slutet av 1800-talet, började Finnträskborna att fundera på att bygga en egen kyrkobyggnad. 1910 byggdes gravkapellet på kyrkogården efter tillstånd av stiftet om att återuppta bruket av sin lilla begravningsplats. Till kyrkans 50-årsjubileum sommaren 1965 restes ett minneskors av trä, invigt av biskop Ivar Hylander, för att hedra minnet av de begravna på kyrkogården 1837–1865. Uppförandet av kyrkan föregicks av en utdragen strid om en ny kyrkoplats, först mot Byske om en blivande moderkyrka (åren 1823–1867) och mot slutet av århundradet om annexkyrkan (även den dock bestämd redan 1867 till Finnträsk by) med en komministratur mot Fällfors.
Efter ett kungligt beslut år 1823 gjorde Johan Fredrik Åbom under 1850-talets början tre olika förslag till den nya församlingskyrkan i Finnträsk. Ingen av dessa ritningar kom dock att användas, utan ett fjärde och definitivt förslag ritades 1914 i den gamla Per-Orsagården i Finnträsk, vilket formgav Finnträsk kyrka. Vissa arkitektoniska drag i byggnaden påminner om Åboms förslag från 1854, och vissa ännu mer om Skellefteås numera rivna bönhus – den direkta föregångaren till Sankt Olovs kyrka, stadskyrkan i Skellefteå.
Byborna själva reste och planerade helgedomen med egen frivillig arbetskraft. Uppförandet av kyrkan skedde helt utan ekonomiskt stöd utifrån. Den så kallade Finnträskfonden visade sig redan ha använts vid Byske kyrkas byggande. 
Vapenhuset i tornets bottenvåning kom att utökas med den del av kyrkorummet som ligger under orgelläktaren. Huvudportalen med sin trappa anpassades samtidigt för funktionshindrade. Huvudinfarten till den sakrala platsen består i dag av en arkitektonisk skapelse i sten med blomsterplantering.
Det ursprungliga korset på tornets spira bestod, förutom stam och tvärslå, av tre svarta kulor och en gul gloria.

## Kyrkklockan
Kyrkklockan beställdes av byåldermannen hos Bergholtz klockgjuteri i Stockholm, numera i Sigtuna, och kom med ångfartyg uppefter kusten, för att till sist hämtas med häst och hissades upp den 8 augusti 1914. Klockan på 150 kilogram trampades av ringaren, tills ringningen elektrifierades i början av 1960-talet.

## Inredningen
På central plats i kyrkan finns altarprydnaden "Korset med nedhängande mantel" (och en törnekrona), ett skulpturalt verk från 1860 som först Ytterstfors brukskyrka hade, signerat brukspredikanten Johan Westerberg. Det blev 1872 placerat i fokus i koret i den då nyinvigda Byske kyrka och återfinns slutligen i Finnträsk kyrka från 1914. Dopfunten är från 1950-talets senare del. Dess änglar är huggna i relief av bildhuggaren Werner Åström i Gagsmark.
År 1954 skedde en partiell omgestaltning, då bland annat de två korfönsterna och de två långsmala som flankerade tornet igensattes, och en ny färgsättning gjordes av kyrkokonstnären Torsten Nordberg, Stockholm. De två sistnämnda konstnärerna, dessutom byggmästaren James Eriksson, härstammade för övrigt i direkt nedstigande led från Finnträsks grundläggarpar.
Ljuskronan rakt över kyrkorummets mittgång satt ursprungligen i skolans stora sal och bars 1914 över till kyrkobygget intill, där den hängde till restaureringen 1954. Efter ett antal år i privat ägo finns takkronan igen från 1990 i Finnträsk kyrka. Den mindre ljuskronan hänger numera i tornets mellanvåning på orgelläktaren och är en gåva från Blåfors av Karl Johan Karlsson och hans hustru Alice, född Gyllengahm. De gyllene bibelordspråksbanden närmare tredingstaket (tredelat) återfinns också sedan 1990 på sina gamla platser, dock något lägre placerade, i den enskeppiga salkyrkan.
Den första orgeln var en större kammarorgel på orgelläktaren. Den fick 1953 sin ersättare i Grönlundsorgeln med fyra stämmor. År 1990 byttes den ut mot nuvarande sexstämmiga orgelinstrument i koret. 